# Antonio Ferretti
Antonio Ferretti (Gavardo, 16 novembre 1889 – Milano, 4 novembre 1955) è stato un chimico e imprenditore italiano.

## Biografia
Nasce da Giovanni e da Cecilia Piccini. Il padre era proprietario di una fornace per calce e laterizi. Fin da giovane entro nell'azienda familiare e ne assunse ben presto la direzione e, nonostante il lavoro, continuò come poté gli studi. Nel 1910 impiantò la fornace di Bovezzo, vicino a Brescia. Affidata al fratello Carlo quella di Gavardo, e con apporto di capitale proprio trasformò quella di Bovezzo nella società in accomandita Ceramiche Bresciane Ferretti e C.
Con l'inizio della Grande Guerra e la diminuzione dell'attività edilizia, trasformò la produzione della società di Bovezzo da civile (laterizia) in bellica e meccanica (granate per artiglieria terrestre e marina, bombe Stokes). Terminato il conflitto, si sposò nel 1919 con Maria Clara Rampinelli, e si trasferì a Milano, dove fondò la società anonima Industrie Meccaniche Ferretti e C., specializzata in attrezzature e mobili metallici per ufficio. Inizio anche un'importante attività di commercio internazionale e si interessò dei legnami compensati, entrando nella società anonima Incisa di Lissone (Milano), della quale divenne presidente dopo averla riorganizzata e portata in attivo.
Nel 1924 si dedicò alla soluzione di un problema già presentatosi alla chimica applicata trent'anni prima, quello di ottenere lana sintetica dalla caseina del latte; la caseina grezza, "non tessile", era già prodotta su scala commerciale per ottenere (indurendola con formaldeide dopo un riscaldamento) la Galalite, una materia plastica della consistenza dell'avorio. 
Durante le ricerche, con innumerevoli prove di laboratorio riuscì a realizzare i vari passaggi del procedimento: dalla purificazione della caseina alla filatura, alla coagulazione, all'insolubilizzazione, alla tingibilità. Verificata la certa riproducibilità del procedimento, questo fu brevettato come Lanital; ne propose l'utilizzazione a Franco Marinotti, presidente della SNIA Viscosa, la società allora più attrezzata nel settore delle fibre artificiali, già incalzato dal governo verso un orientamento di generalizzata autarchia.